# Raionul Nikopol, Dnipropetrovsk
Nikopol (în ucraineană Нікопольський район, transliterat: Nikopolskîi raion) este un raion în regiunea Dnipropetrovsk, Ucraina. Are reședința la Nikopol.
Are o suprafață de 3.240,4 km². Populația este de 250.746 locuitori, determinată în 1 ianuarie 2022, prin bilanț demografic[*].